# Duomo di Terrasini
Il duomo di Terrasini, noto anche come chiesa di Maria Santissima delle Grazie, è il principale edificio religioso e di culto della città di Terrasini appartenente all'arcidiocesi di Monreale e sito nell'omonima piazza a Terrasini.
Costruita nei primi anni del settecento è l'edificio religioso più grande del golfo di Castellamare.

## Storia

### Storia e costruzione
La costruzione del duomo di Terrasini ha inizio nel Settecento al suo posto è stata demolita una piccola chiesa costruita nel 1686, in quegli anni era ancora accesa la rivalità tra i due comuni di Cinisi e Terrasini un nobile, probabilmente appartenente ai La Grua, decise insieme ai cittadini di costruire una chiesa più grande non solo di quella di Cinisi, ma anche dei Comuni dei territori limitrofi, la chiesa richiese oltre vent'anni di costruzione e i cittadini di Cinisi cercarono in ogni modo di ostacolarne la costruzione, a metà del Settecento la chiesa fu tuttavia completata, inizialmente la chiesa era spoglia di decorazioni all'esterno e i campanili non erano ancora stati completatati.
Risalgono al 1908 invece i 2 campanili e la facciata costruiti in puro stile barocco e richiamante le chiese barocche della Sicilia orientale.

## Descrizione

### Esterno

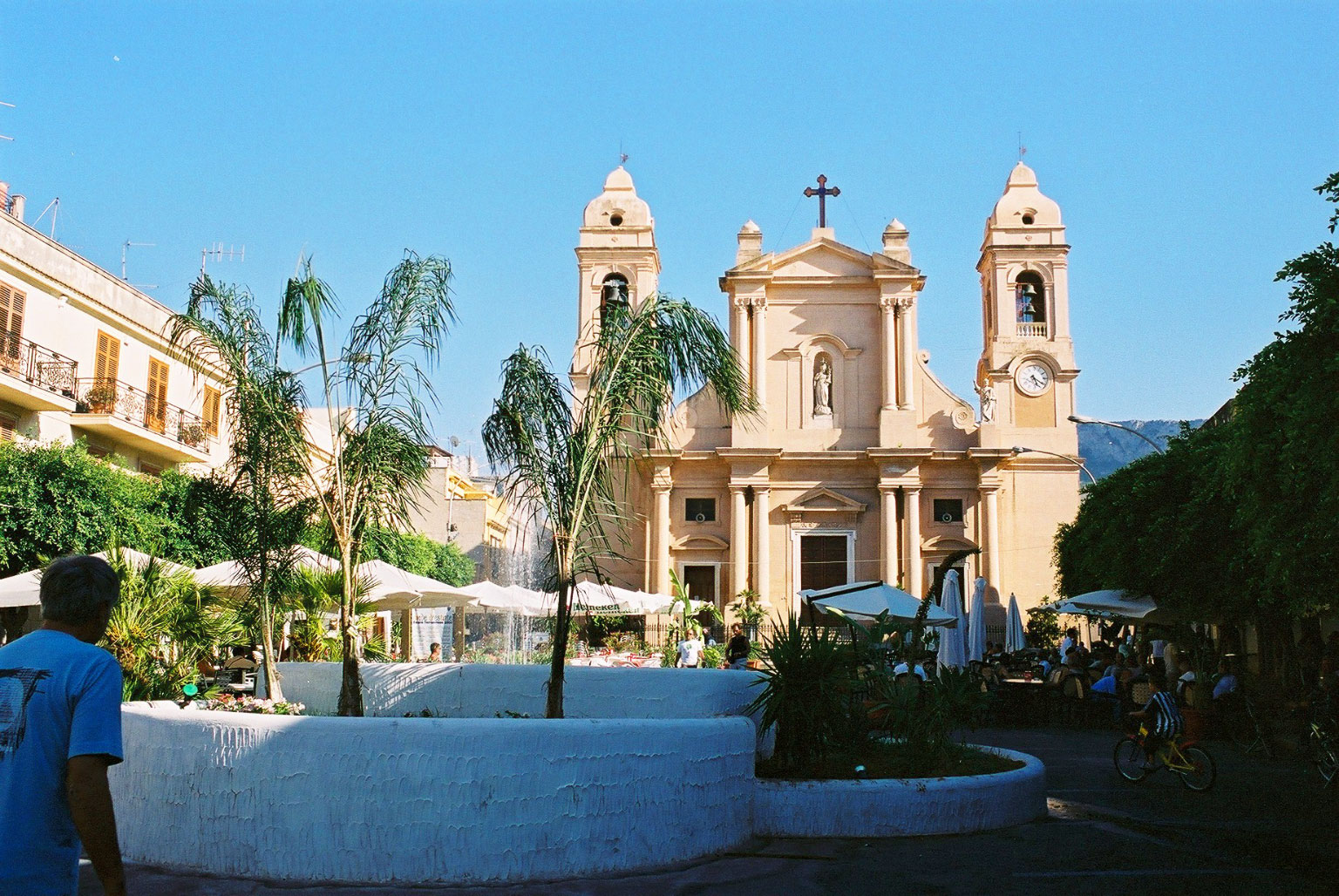
Il duomo visto dalla piazza

La facciata è in stile barocco con note neoclassiche, e richiama la cattedrale di Noto, sono presenti dieci colonne 6 doriche nella parte inferiore e quattro corinzie nella parte superiore.
Al centro della chiesa si erge la statua di Maria Santissima delle Grazie, patrona della città, mentre ai lati sono presenti le 2 statue dei Santi Giuseppe e Pietro.
A incorniciare la facciata vi sono le 2 torri, simbolo della chiesa e della cittadina, che con un'altezza di 35 metri dominano la città.
Nella parte posteriore del duomo e risalente all'inizio del settecento è presente la chiesa degli Agonizzanti, la quale presenta un interessante rosone centrale, inizialmente una chiesa a sé, ma che con la costruzione del Duomo è stata incorporata all'interno dell'edificio.

### Interno

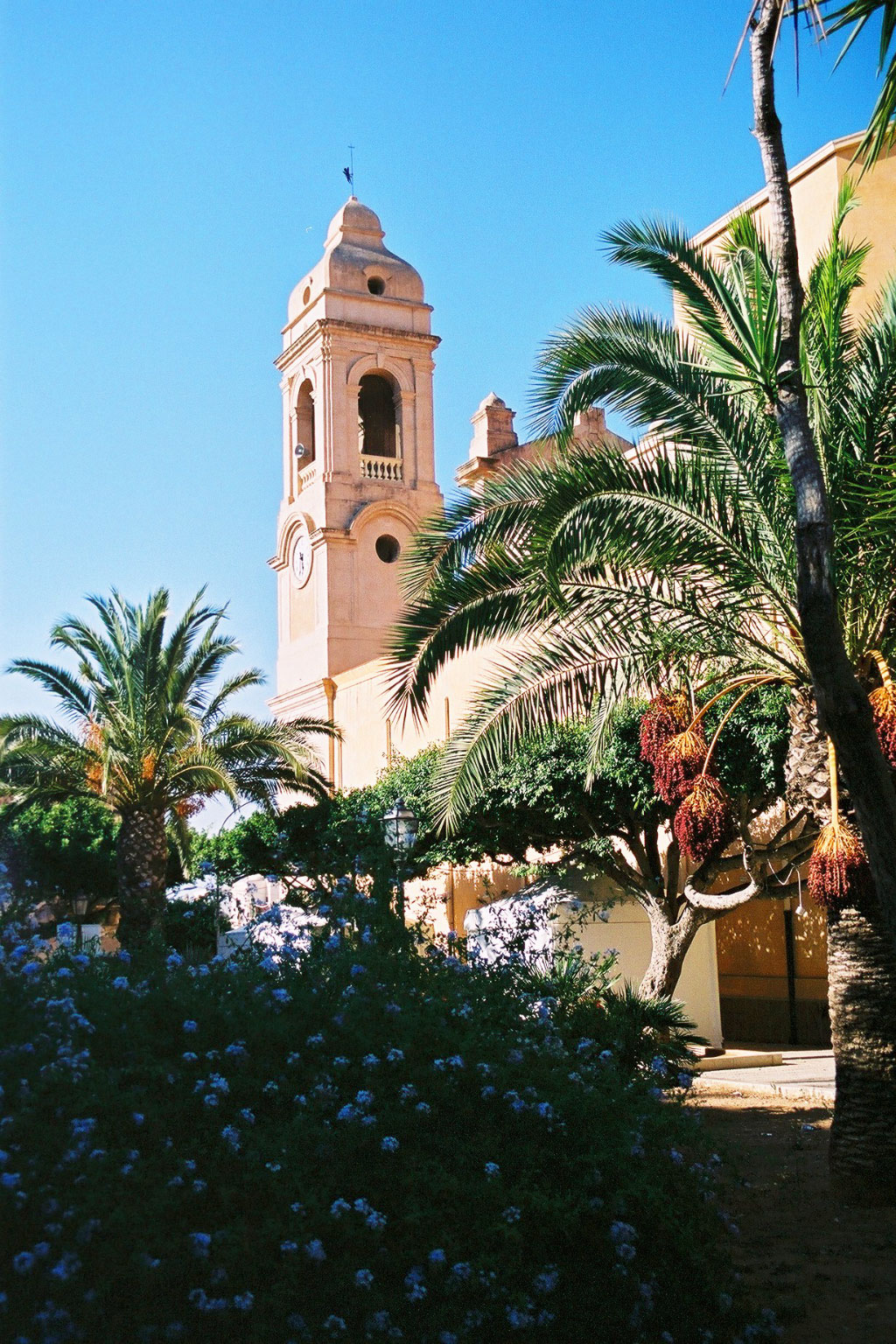
Il campanile visto dalla villa San Giuseppe

L'impianto interno è di tipo basilicale a tre navate, di particolare pregio sono le statue lignee, tra cui quella di Maria Santissima delle Grazie, la quale viene portata in processione l'8 settembre e poi ricollocata al suo posto una volta finita.
Di notevole interesse sono gli affreschi, tra cui alcuni dipinti dal celebre Martorana del Settecento e il notevole organo risalente al 1750.